# Blue Mink
Blue Mink, brittisk popgrupp bildad hösten 1969. Gruppen bestod av Roger James Cooke (sång),  Madeline Bell (sång), Alan Parker (gitarr), Herbie Flowers (basgitarr), Roger Coulam (keyboard), och Barry Morgan (trummor). Alla medlemmar var etablerade studiomusiker. Gruppen hade sin storhetstid i början av 1970-talet. Deras största hit blev debutsingeln "Melting Pot" som var en protest mot rasmotsättningar. Andra hits med gruppen var "Good Morning Freedom", "The Banner Man" samt "Stay With Me". Gruppen upplöstes hösten 1974.

## Diskografi (urval)
Studioalbum
- Blue Mink (1969)
- Our World (1970)
- A Time of Change (1972)
- Only When I Laugh (1973)
- Fruity (1974)

Livealbum
- Live at the Talk of the Town (1972)

Samlingsalbum
- Attention (1975)
- Collection: Blue Mink (1978)

Singlar (på UK Singles Chart)
- "Melting Pot" (1969) (#3)
- "Good Morning Freedom" (1970) (#10)
- "Our World" (1970) (#17)
- "The Banner Man" (1971) (#3)
- "Stay with Me" (1972) (#11)
- "By the Devil (I Was Tempted)" (1973) (#26)
- "Randy" (1973) (#9)